# Forstædernes Bank
Forstædernes Bank (eller FB) var en dansk bank, som blev etableret den 21. april 1902 i Taastrup vest for København af sagfører Alfred Sørensen og en kreds af erhvervsfolk, gartnere og gårdejere. Banken blev oprindeligt navngivet De københavnske Forstæders Bank, da Alfred Sørensen ønskede en bank, der omfattede alle de københavnske forstæder og være et alternativ for til hovedstadens store banker.
Banken havde i 2000'erne 20 afdelinger fordelt i hele København og 1 enkelt i Aarhus. De primære konkurrenter var de største pengeinstitutter i Danmark.
I 2008 købte Nykredit Forstædernes Bank og den administrerende direktør er nu Peter Engberg Jensen. Banken fortsatte under brandet Forstædernes Bank, indtil den pr. 1. april 2010 blev fusioneret ind i Nykredit Bank.
Den fejlslagne overtagelse af Forstædernes Bank kostede Nykredit op mod 8 mia. kr. i årene efter overtagelsen.

## Ekstern henvisning
- FBs officielle hjemmeside Arkiveret 20. maj 2005 hos  Wayback Machine